# Вадурі
Вадурі (рум. Vaduri) — село у повіті Нямц в Румунії. Входить до складу комуни Александру-чел-Бун.
Село розташоване на відстані 277 км на північ від Бухареста, 9 км на захід від П'ятра-Нямца, 104 км на захід від Ясс.

## Населення
За даними перепису населення 2002 року у селі проживала 881 особа, з них 877 осіб (99,5%) румунів. Рідною мовою 878 осіб (99,7%) назвали румунську.